# Rue Profsoyouznaïa
La  rue Profsoyouznaïa (russe : Профсоюзная улица) est l'une des principales artères du district administratif sud-ouest de la ville de Moscou.

## Situation et accès
Longue de 9,3 km, elle débute place Ho Chi Minh (ru) traverse le territoire des districts d'Akademitcheski, Konkovo, Obroutchevski, Tioply Stan, Tcheriomouchki et Iassenevo et se termine au périphérique de Moscou.
La rue Profsoyuznaya traverse les rues de Dmitry Ulyanov (ru) (sur la place Ho Chi Minh (ru)), Kedrov (ru), Krzhizhanovsky (ru), Nakhimovsky Prospekt (ru) (à l'intersection de la place Josip Broz Tito (ru)), Garibaldi (ru), Nametkin (ru), Obruchev (ru), Butlerov, Miklouho-Maclay (ru) (à l’intersection de la place Martin Luther King Jr. (ru)), Ostrovityanov (ru) ; à gauche de la rue Profsoyuznaya, de la Rue Général Antonov (ru) (entre les rues Butlerov (ru) et Miklouho-Maclay (ru)), de allée du Sanatorium (ru) menant à Ouzkoïe, départ de la perspective Novoyasenevsky (ru); sur la droite, la rue Teply Stan (ru) et (à proximité immédiate du périphérique de Moscou) la rue Général Tyulenev (ru) s'y jettent.
On y accède : 
- par la ligne Kaloujsko-Rijskaïa aux stations Profsoïouznaïa, Akademitcheskaïa, Novye Tcheriomouchki, Kaloujskaïa, Beliaïevo, Konkovo et Tioply Stan.
- par la ligne Bolchaïa Koltsevaïa à la station Vorontsovskaya) (ru)

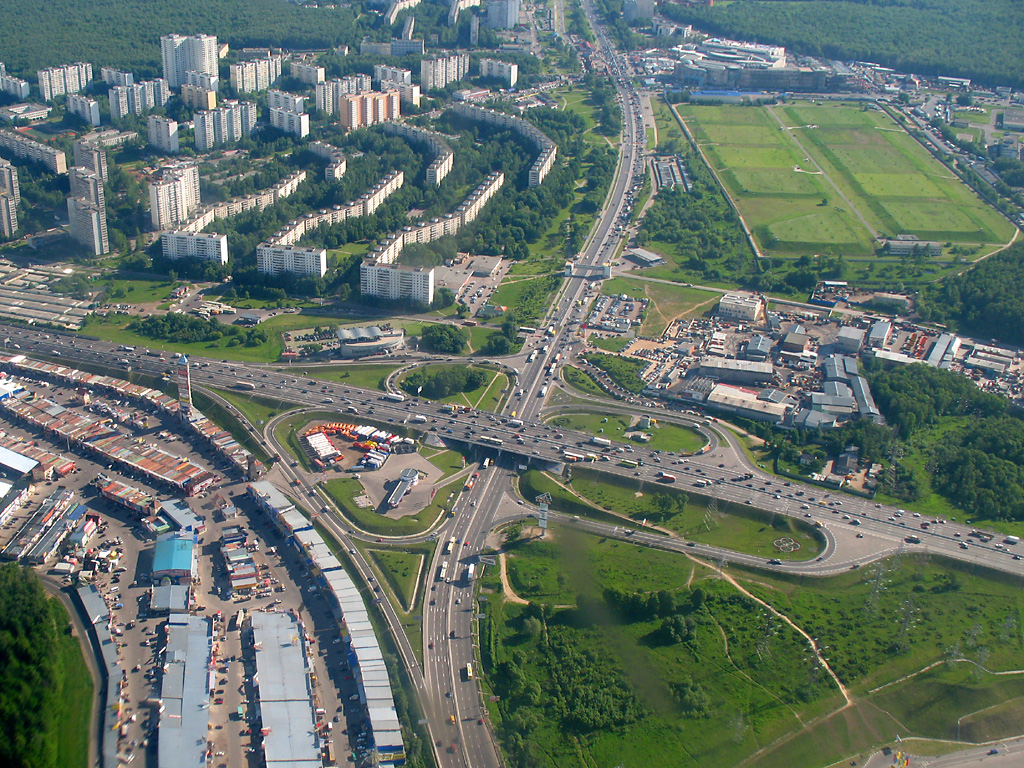
Échangeur du périphérique de Moscou et de la rue Profsoysnaya à Moscou.

## Origine du nom
Elle rend honneur aux syndicats soviétiques.

## Historique
La rue est créée au début des années 1950, après le développement du quartier de Tcheriomouchki et n'avait alors pas de nom.
En 1951, une première ligne de bus est construite pour la desservir.
La partie la plus ancienne, située entre les rues de Dmitry Ulyanov (ru) et Krzhizhanovsky (ru), a été construite en 1952-1956.
En 1955, après le développement de la zone Tcheriomouchki une partie de la rue est appelée  « rue Cheryomushkinskaya ». Le 7 février 1958 à l'occasion du 40e anniversaire des syndicats soviétiques la voie prend le nom de « rue Profsoyouznaïa ».
La section suivante, jusqu'à la rue Garibaldi (ru), est ouverte en 1963.
En 1961-1962, puis de 1972-1974 et de 1986-1988, la ligne de métro Kaloujsko-Rijskaïa est construite sous la rue.
Au début des années 1970, la rue Profsoyuznaya est une nouvelle fois prolongée jusqu'au périphérique de Moscou.
Dans la seconde moitié des années 1960 et la première moitié des années 1970, la rue Profsoyuznaya, passe sur le site des anciens villages de Belyaevo-Dalnee, Derevlyovo, Sergievskoye-Konkovo, Konkovo-Troitskoye, Verkhniye et Nizhniye Tyoplye Stany (ru), sur lesquels les zones résidentielles de Belyaevo-Bogorodskoye, de Konkovo-Derevlevo (ru) et de Teply Stan ont été construites.
Le 30 mai 2023 durant la guerre russo-urainienne, Moscou est attaquée par des drones (ru), causant quelques dégâts rue Profsoyouznaïa.

## Bâtiments remarquables et lieux de mémoire
- no 5/9 : l'helminthologue soviétique Vladimir Stepanovitch Erchov (ru) (1904-1988) y a vécu.
- no 8 : les acteurs Valery Zolotoukhine (1941-2013) et Roman Kartsev (1939-2018) y ont vécu
- no 13/12 : Ilia Vassilievitch Chmelev (ru) (1917-1979), pilote de chasse héros de l'Union soviétique (26 victoires) y a vécu.
- no 21/51 : Institut d'information scientifique sur les sciences sociales de l'Académie des sciences de Russie (ru)
- no 23 :  Institut national de recherche Primakov sur l'économie mondiale et les relations internationales de l'Académie des sciences de Russie (ru)
- no 43 : le chimiste Iouri Aleksandrovitch Bouslaïev (ru) (1929-2001), le physico-chimiste frPiotr Pavlovitch Choryguine (ru) (1911-2009), le physicien nucléaire Lev Petrovitch Feoktistov (ru) (1928-2002), le scientifique Konstantine Vassilievitch Frolov (ru) (1932-2007), le géologue Vladimir Vladimirovitch Tikhomirov (ru) (1915-1994), et le philosophe Tsolak Aleksandrovitch Stepanian (ru) (1910-2002) ont habités dans des maisons en briques du quartier résidentiel.
- no 59 : Dépôt de la ligne de métro Kalouga-Riga (ru)
- no 64 : Expertise médicale militaire de la fédération de Russie (ru)
- no 65 : Institut des sciences du contrôle de l'Académie des sciences de Russie V. A. Trapeznikov (ru)
- no 70 : Institut des matériaux polymères synthétiques N.S. Enikolopov (ru)
- no 75 : l'artiste de cinéma et de théâtre Viktor Leonidovitch Iltchenko (ru) (1937-1992) y a vécu
- no 78 : Institut de recherche sur l'équipement automatique V. S. Semenikhin (ru)
- no 80 : Administration principale des archives de la ville de Moscou (ru)
- no 82 : Archives d'État russes de la documentation scientifique et technique (ru)
- no 82/32 : Institut de recherche spatiale de l'Académie des sciences de Russie
- no 90 : éditions Nauka
- no 92 : Musée-Bibliothèque N. F. Fiodorov (ru)
- no 96 : l'historien Eugène Starostine (1935-2011) y a vécu
- no 97 : le biochimiste Ilia Borisovitch Zbarski (ru) (1913-2007) y a vécu
- no 98 : le physicien Iouri Nikolaïevitch Babaïev (ru) (1928-1986) y a vécu
- no 116 : Église de la Trinité vivifiante à Konkovo (ru)
- no 116b : le rocker Viktor Tsoï (1962-1990) y a vécu avec la journaliste et critique de cinéma Natalia Emilevna Razlogova (ru) (1956- )
- no 123 : Musée paléontologique Y. A. Orlov (ru)
- no 123b : Église de l'icône de la Mère de Dieu de Kazan à Ouzkoïe (ru)